# NGC 3859
NGC 3859 (również PGC 36582 lub UGC 6721) – galaktyka spiralna (S?), znajdująca się w gwiazdozbiorze Lwa. Odkrył ją Édouard Jean-Marie Stephan 23 marca 1884 roku.
W galaktyce tej zaobserwowano supernową SN 2014U.